# Каргув
Каргув (пол. Kargów) — село в Польщі, у гміні Тучемпи Буського повіту Свентокшиського воєводства.
Населення — 257 осіб (2011).
У 1975-1998 роках село належало до Келецького воєводства.

## Демографія
Демографічна структура на день 31 березня 2011 року:
|          | Загалом | Допрацездатний вік | Працездатний вік | Постпрацездатний вік |
| -------- | ------- | ------------------ | ---------------- | -------------------- |
| Чоловіки | 128     | 27                 | 83               | 18                   |
| Жінки    | 129     | 26                 | 66               | 37                   |
| Разом    | 257     | 53                 | 149              | 55                   |